# Xã DeWitt, Michigan
Xã DeWitt (tiếng Anh: DeWitt Township) là một xã thuộc quận Clinton, tiểu bang Michigan, Hoa Kỳ. Năm 2010, dân số của xã này là 14.321 người.